# 排刺線寄居蟹
排刺線寄居蟹（学名：Nematopagurus kosiensis）为寄居蟹科線寄居蟹屬下的一个种。